# Morro d'Alba
Morro d'Alba là một đô thị ở tỉnh Ancona trong vùng Marche, nằm cách 25 km về phía tây của Ancona. Tại thời điểm ngày 31 tháng 12 năm 2004, đô thị này có dân số 1.868 và diện tích là 19,1 km².
Morro d'Alba giáp các đô thị sau: Belvedere Ostrense, Monte San Vito, San Marcello, Senigallia.